# Patočkova hora
Patočkova hora je přírodní památka v okrese Brno-venkov, která se nachází severovýchodně od zástavby v katastru obce Neslovice v místní lokalitě Na kopečkách. Lokalitu o rozloze 1,24 ha spravuje Krajský úřad Jihomoravského kraje.

## Předmět ochrany
Důvodem ochrany je zbytek stepní vegetace, především koniklec velkokvětý (Pulsatilla grandis).